# Калашник Микола Олександрович
Мико́ла Олекса́ндрович Кала́шник (29 квітня 1989 — 12 липня 2014) — старший солдат Збройних сил України, учасник російсько-української війни.

## Життєпис
Народився 1989 року в місті Черкаси. 2007 року закінчив Черкаський професійний ліцей — оператор ЕОМ, слюсар-збиральник радіоелектронної апаратури та приладів, наладчик технологічного обладнання. Військовослужбовець військової служби за контрактом, на службу призваний у 2011 році. Старший навідник гаубично-самохідної артилерійської батареї, 72-га окрема механізована бригада.
12 липня 2014 року загинув з Владиславом Бєлорусом на блокпосту біля села Червона Зоря Шахтарського району — від прямого влучення міни в САУ 2С-30 «Акація», здетонував боєкомплект.
16 липня 2014-го похований у Черкасах. Вдома лишилися батько та сестра (мати померла на початку липня 2014-го). Батько помер у 2017 році.

## Нагороди та відзнаки
- 14 листопада 2014 року за особисту мужність і героїзм, виявлені у захисті державного суверенітету та територіальної цілісності України, вірність військовій присязі під час російсько-української війни, відзначений — нагороджений орденом «За мужність» III ступеня (посмертно).
- 17 листопада 2016 року — нагороджений відзнакою «Почесний громадянин міста Черкаси»[1].
- На фасаді Черкаського професійного ліцею, де навчався Микола, встановлено меморіальну дошку в пам'ять про нього.
- 22 лютого 2016 року в Черкасах перейменовано провулок Рози Люксембург на провулок Миколи Калашника.

## Вшанування пам'яті
У Черкасах існує провулок Миколи Калашника.